# Eleições autárquicas portuguesas de 1976 nos Açores
| Eleições autárquicas portuguesas de 1976 Distritos: Aveiro \| Beja \| Braga \| Bragança \| Castelo Branco \| Coimbra \| Évora \| Faro \| Guarda \| Leiria \| Lisboa \| Portalegre \| Porto \| Santarém \| Setúbal \| Viana do Castelo \| Vila Real \| Viseu \| Açores \| Madeira |

## Resultados por concelho
Os resultados nos concelhos da Região Autónoma dos Açores foram os seguintes:

### Angra do Heroísmo
| Partido                 | Partido                     | Votos  | %               | Vereadores |
| ----------------------- | --------------------------- | ------ | --------------- | ---------- |
|                         | Partido Social Democrata    | 7 312  | 50,69 / 100,00  | 4 / 7      |
|                         | Partido Socialista          | 5 357  | 37,13 / 100,00  | 3 / 7      |
|                         | Centro Democrático Social   | 1 095  | 7,59 / 100,00   | 0 / 7      |
|                         | Frente Eleitoral Povo Unido | 292    | 2,02 / 100,00   | 0 / 7      |
| Votos Inválidos         | Votos Inválidos             | 370    | 2,56 / 100,00   |            |
| Total                   | Total                       | 14 426 | 100,00 / 100,00 | 7 / 7      |
| Eleitorado/Participação | Eleitorado/Participação     | 23 724 | 60,81 / 100,00  |            |

### Calheta
| Partido                 | Partido                  | Votos | %               | Vereadores |
| ----------------------- | ------------------------ | ----- | --------------- | ---------- |
|                         | Partido Social Democrata | 1 455 | 87,13 / 100,00  | 5 / 5      |
| Votos Inválidos         | Votos Inválidos          | 215   | 12,87 / 100,00  |            |
| Total                   | Total                    | 1 670 | 100,00 / 100,00 | 5 / 5      |
| Eleitorado/Participação | Eleitorado/Participação  | 3 500 | 47,71 / 100,00  |            |

### Corvo
| Partido                 | Partido                  | Votos | %               | Vereadores |
| ----------------------- | ------------------------ | ----- | --------------- | ---------- |
|                         | Partido Social Democrata | 138   | 53,08 / 100,00  | 3 / 5      |
|                         | Partido Socialista       | 119   | 45,77 / 100,00  | 2 / 5      |
| Votos Inválidos         | Votos Inválidos          | 3     | 1,15 / 100,00   |            |
| Total                   | Total                    | 260   | 100,00 / 100,00 | 5 / 5      |
| Eleitorado/Participação | Eleitorado/Participação  | 304   | 85,53 / 100,00  |            |

### Horta
| Partido                 | Partido                     | Votos  | %               | Vereadores |
| ----------------------- | --------------------------- | ------ | --------------- | ---------- |
|                         | Partido Social Democrata    | 4 497  | 61,40 / 100,00  | 5 / 7      |
|                         | Partido Socialista          | 2 123  | 28,99 / 100,00  | 2 / 7      |
|                         | Centro Democrático Social   | 284    | 3,88 / 100,00   | 0 / 7      |
|                         | Frente Eleitoral Povo Unido | 174    | 2,38 / 100,00   | 0 / 7      |
| Votos Inválidos         | Votos Inválidos             | 246    | 3,36 / 100,00   |            |
| Total                   | Total                       | 7 324  | 100,00 / 100,00 | 7 / 7      |
| Eleitorado/Participação | Eleitorado/Participação     | 10 921 | 67,06 / 100,00  |            |

### Lagoa
| Partido                 | Partido                     | Votos | %               | Vereadores |
| ----------------------- | --------------------------- | ----- | --------------- | ---------- |
|                         | Partido Social Democrata    | 1 507 | 54,52 / 100,00  | 3 / 5      |
|                         | Partido Socialista          | 895   | 32,38 / 100,00  | 2 / 5      |
|                         | Centro Democrático Social   | 174   | 6,30 / 100,00   | 0 / 5      |
|                         | Frente Eleitoral Povo Unido | 52    | 1,88 / 100,00   | 0 / 5      |
| Votos Inválidos         | Votos Inválidos             | 136   | 4,92 / 100,00   |            |
| Total                   | Total                       | 2 764 | 100,00 / 100,00 | 5 / 5      |
| Eleitorado/Participação | Eleitorado/Participação     | 6 909 | 40,01 / 100,00  |            |

### Lajes das Flores
| Partido                 | Partido                     | Votos | %               | Vereadores |
| ----------------------- | --------------------------- | ----- | --------------- | ---------- |
|                         | Partido Social Democrata    | 335   | 36,65 / 100,00  | 2 / 5      |
|                         | Centro Democrático Social   | 283   | 30,96 / 100,00  | 2 / 5      |
|                         | Frente Eleitoral Povo Unido | 146   | 15,97 / 100,00  | 1 / 5      |
|                         | Partido Socialista          | 116   | 12,69 / 100,00  | 0 / 5      |
| Votos Inválidos         | Votos Inválidos             | 34    | 3,72 / 100,00   |            |
| Total                   | Total                       | 914   | 100,00 / 100,00 | 5 / 5      |
| Eleitorado/Participação | Eleitorado/Participação     | 1 461 | 62,56 / 100,00  |            |

### Lajes do Pico
| Partido                 | Partido                  | Votos | %               | Vereadores |
| ----------------------- | ------------------------ | ----- | --------------- | ---------- |
|                         | Partido Social Democrata | 1 605 | 52,13 / 100,00  | 3 / 5      |
|                         | Partido Socialista       | 1 416 | 45,99 / 100,00  | 2 / 5      |
| Votos Inválidos         | Votos Inválidos          | 58    | 1,88 / 100,00   |            |
| Total                   | Total                    | 3 079 | 100,00 / 100,00 | 5 / 5      |
| Eleitorado/Participação | Eleitorado/Participação  | 4 320 | 71,27 / 100,00  |            |

### Madalena
| Partido                 | Partido                     | Votos | %               | Vereadores |
| ----------------------- | --------------------------- | ----- | --------------- | ---------- |
|                         | Partido Social Democrata    | 1 671 | 60,13 / 100,00  | 4 / 5      |
|                         | Partido Socialista          | 830   | 29,87 / 100,00  | 1 / 5      |
|                         | Centro Democrático Social   | 110   | 3,96 / 100,00   | 0 / 5      |
|                         | Frente Eleitoral Povo Unido | 82    | 2,95 / 100,00   | 0 / 5      |
| Votos Inválidos         | Votos Inválidos             | 86    | 3,09 / 100,00   |            |
| Total                   | Total                       | 2 779 | 100,00 / 100,00 | 5 / 5      |
| Eleitorado/Participação | Eleitorado/Participação     | 4 296 | 64,69 / 100,00  |            |

### Nordeste
| Partido                 | Partido                     | Votos | %               | Vereadores |
| ----------------------- | --------------------------- | ----- | --------------- | ---------- |
|                         | Partido Social Democrata    | 1 585 | 58,40 / 100,00  | 4 / 5      |
|                         | Partido Socialista          | 691   | 25,46 / 100,00  | 1 / 5      |
|                         | Centro Democrático Social   | 281   | 10,35 / 100,00  | 0 / 5      |
|                         | Frente Eleitoral Povo Unido | 41    | 1,51 / 100,00   | 0 / 5      |
| Votos Inválidos         | Votos Inválidos             | 116   | 4,27 / 100,00   |            |
| Total                   | Total                       | 2 714 | 100,00 / 100,00 | 5 / 5      |
| Eleitorado/Participação | Eleitorado/Participação     | 4 510 | 60,18 / 100,00  |            |

### Ponta Delgada
| Partido                 | Partido                     | Votos  | %               | Vereadores |
| ----------------------- | --------------------------- | ------ | --------------- | ---------- |
|                         | Partido Social Democrata    | 8 614  | 55,03 / 100,00  | 5 / 7      |
|                         | Partido Socialista          | 4 787  | 30,58 / 100,00  | 2 / 7      |
|                         | Centro Democrático Social   | 1 309  | 8,36 / 100,00   | 0 / 7      |
|                         | Frente Eleitoral Povo Unido | 256    | 1,64 / 100,00   | 0 / 7      |
| Votos Inválidos         | Votos Inválidos             | 687    | 4,38 / 100,00   |            |
| Total                   | Total                       | 15 653 | 100,00 / 100,00 | 7 / 7      |
| Eleitorado/Participação | Eleitorado/Participação     | 39 688 | 39,44 / 100,00  |            |

### Povoação
| Partido                 | Partido                   | Votos | %               | Vereadores |
| ----------------------- | ------------------------- | ----- | --------------- | ---------- |
|                         | Partido Social Democrata  | 1 230 | 51,29 / 100,00  | 3 / 5      |
|                         | Partido Socialista        | 571   | 23,81 / 100,00  | 1 / 5      |
|                         | Centro Democrático Social | 401   | 16,72 / 100,00  | 1 / 5      |
| Votos Inválidos         | Votos Inválidos           | 196   | 8,18 / 100,00   |            |
| Total                   | Total                     | 2 398 | 100,00 / 100,00 | 5 / 5      |
| Eleitorado/Participação | Eleitorado/Participação   | 5 744 | 41,75 / 100,00  |            |

### Ribeira Grande
| Partido                 | Partido                     | Votos  | %               | Vereadores |
| ----------------------- | --------------------------- | ------ | --------------- | ---------- |
|                         | Partido Social Democrata    | 3 580  | 48,95 / 100,00  | 4 / 7      |
|                         | Partido Socialista          | 2 187  | 29,91 / 100,00  | 2 / 7      |
|                         | Centro Democrático Social   | 956    | 13,07 / 100,00  | 1 / 7      |
|                         | Frente Eleitoral Povo Unido | 84     | 1,15 / 100,00   | 0 / 7      |
| Votos Inválidos         | Votos Inválidos             | 506    | 6,92 / 100,00   |            |
| Total                   | Total                       | 7 313  | 100,00 / 100,00 | 7 / 7      |
| Eleitorado/Participação | Eleitorado/Participação     | 16 376 | 44,66 / 100,00  |            |

### Santa Cruz da Graciosa
| Partido                 | Partido                  | Votos | %               | Vereadores |
| ----------------------- | ------------------------ | ----- | --------------- | ---------- |
|                         | Partido Social Democrata | 1 666 | 76,60 / 100,00  | 4 / 5      |
|                         | Partido Socialista       | 436   | 20,05 / 100,00  | 1 / 5      |
| Votos Inválidos         | Votos Inválidos          | 73    | 3,36 / 100,00   |            |
| Total                   | Total                    | 2 175 | 100,00 / 100,00 | 5 / 5      |
| Eleitorado/Participação | Eleitorado/Participação  | 4 294 | 50,65 / 100,00  |            |

### Santa Cruz das Flores
| Partido                 | Partido                   | Votos | %               | Vereadores |
| ----------------------- | ------------------------- | ----- | --------------- | ---------- |
|                         | Centro Democrático Social | 605   | 53,45 / 100,00  | 3 / 5      |
|                         | Partido Social Democrata  | 375   | 33,13 / 100,00  | 2 / 5      |
|                         | Partido Socialista        | 94    | 8,30 / 100,00   | 0 / 5      |
| Votos Inválidos         | Votos Inválidos           | 58    | 5,13 / 100,00   |            |
| Total                   | Total                     | 1 132 | 100,00 / 100,00 | 5 / 5      |
| Eleitorado/Participação | Eleitorado/Participação   | 1 779 | 63,63 / 100,00  |            |

### São Roque do Pico
| Partido                 | Partido                  | Votos | %               | Vereadores |
| ----------------------- | ------------------------ | ----- | --------------- | ---------- |
|                         | Partido Social Democrata | 980   | 54,69 / 100,00  | 3 / 5      |
|                         | Partido Socialista       | 765   | 42,69 / 100,00  | 2 / 5      |
| Votos Inválidos         | Votos Inválidos          | 47    | 2,62 / 100,00   |            |
| Total                   | Total                    | 1 792 | 100,00 / 100,00 | 5 / 5      |
| Eleitorado/Participação | Eleitorado/Participação  | 2 700 | 66,37 / 100,00  |            |

### Velas
| Partido                 | Partido                   | Votos | %               | Vereadores |
| ----------------------- | ------------------------- | ----- | --------------- | ---------- |
|                         | Partido Social Democrata  | 1 336 | 52,52 / 100,00  | 3 / 5      |
|                         | Centro Democrático Social | 933   | 36,67 / 100,00  | 2 / 5      |
|                         | Partido Socialista        | 186   | 7,31 / 100,00   | 0 / 5      |
| Votos Inválidos         | Votos Inválidos           | 89    | 3,50 / 100,00   |            |
| Total                   | Total                     | 2 544 | 100,00 / 100,00 | 5 / 5      |
| Eleitorado/Participação | Eleitorado/Participação   | 4 162 | 61,12 / 100,00  |            |

### Vila do Porto
| Partido                 | Partido                   | Votos | %               | Vereadores |
| ----------------------- | ------------------------- | ----- | --------------- | ---------- |
|                         | Partido Social Democrata  | 1 063 | 60,85 / 100,00  | 4 / 5      |
|                         | Partido Socialista        | 450   | 25,76 / 100,00  | 1 / 5      |
|                         | Centro Democrático Social | 98    | 5,61 / 100,00   | 0 / 5      |
| Votos Inválidos         | Votos Inválidos           | 136   | 7,79 / 100,00   |            |
| Total                   | Total                     | 1 747 | 100,00 / 100,00 | 5 / 5      |
| Eleitorado/Participação | Eleitorado/Participação   | 4 718 | 37,03 / 100,00  |            |

### Vila Franca do Campo
| Partido                 | Partido                   | Votos | %               | Vereadores |
| ----------------------- | ------------------------- | ----- | --------------- | ---------- |
|                         | Partido Social Democrata  | 1 891 | 62,47 / 100,00  | 4 / 5      |
|                         | Partido Socialista        | 789   | 26,07 / 100,00  | 1 / 5      |
|                         | Centro Democrático Social | 183   | 6,05 / 100,00   | 0 / 5      |
| Votos Inválidos         | Votos Inválidos           | 164   | 5,42 / 100,00   |            |
| Total                   | Total                     | 3 027 | 100,00 / 100,00 | 5 / 5      |
| Eleitorado/Participação | Eleitorado/Participação   | 6 982 | 43,35 / 100,00  |            |

### Vila Praia da Vitória
| Partido                 | Partido                     | Votos  | %               | Vereadores |
| ----------------------- | --------------------------- | ------ | --------------- | ---------- |
|                         | Partido Social Democrata    | 4 322  | 53,95 / 100,00  | 4 / 7      |
|                         | Partido Socialista          | 2 874  | 35,88 / 100,00  | 3 / 7      |
|                         | Centro Democrático Social   | 512    | 6,39 / 100,00   | 0 / 7      |
|                         | Frente Eleitoral Povo Unido | 73     | 0,91 / 100,00   | 0 / 7      |
| Votos Inválidos         | Votos Inválidos             | 230    | 1,87 / 100,00   |            |
| Total                   | Total                       | 8 011  | 100,00 / 100,00 | 7 / 7      |
| Eleitorado/Participação | Eleitorado/Participação     | 14 275 | 56,12 / 100,00  |            |